# Appalaches
Cet article concerne la chaîne de montagnes. Pour la tribu amérindienne, voir Apalaches. Pour la municipalité régionale de comté, voir Les Appalaches.
 (avril 2023).
Si vous disposez d'ouvrages ou d'articles de référence ou si vous connaissez des sites web de qualité traitant du thème abordé ici, merci de compléter l'article en donnant les références utiles à sa vérifiabilité et en les liant à la section « Notes et références ».
Les Appalaches sont une chaîne de montagnes située dans l'Est de l'Amérique du Nord et s'étendant de Terre-Neuve (Canada), au nord, jusqu'au centre de l'État de l'Alabama, au sud (États-Unis). Elle culmine au mont Mitchell (2 037 mètres) en Caroline du Nord. Les Appalaches canadiennes culminent à 1 270 m d'altitude au mont Jacques-Cartier, en Gaspésie, dans les monts Chic-Chocs.
Aux États-Unis, les Appalaches séparent la plaine côtière atlantique (à l'est) du bassin du fleuve Mississippi et des Grands Lacs (à l'ouest). Elles s'y étirent sur plus de 2 200 km de longueur.
Les Appalaches ont donné leur nom à un type de relief, le relief appalachien, qui désigne les vestiges d'une ancienne montagne fortement arasée. De longs couloirs s'étendent parallèlement à des échines rectilignes. Les cluses appalachiennes forment des passages étroits à travers les chaînons de la montagne.
Le sentier des Appalaches (AT) parcourt les sommets de la chaîne depuis le Maine jusqu'à la Géorgie et le sentier international des Appalaches (SIA - IAT) passe par les sommets du nord du Maine jusqu'au cap Gaspé, en Gaspésie. Leur point d'intersection est le sommet du mont Katahdin.

## Toponymie

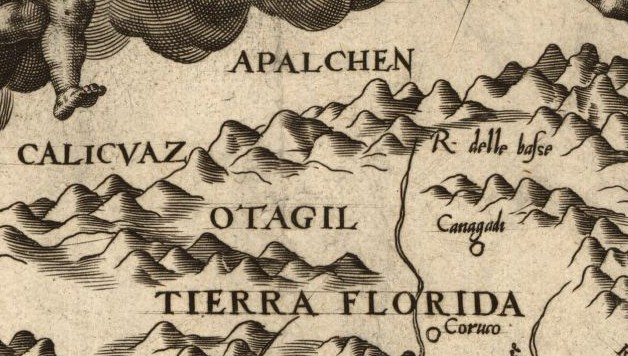
Détail de la carte de Gutierrez de 1562.

La première mention du nom par des Européens remonte au 15 juin 1528. Elle a été faite par Álvar Núñez Cabeza de Vaca et Pánfilo de Narváez, membres de l'expédition Narváez, venus de Cuba. Lors de leur exploration des côtes du nord-ouest de la Floride, ils découvrirent un village amérindien à proximité de l'actuel Tallahassee. Le nom de la tribu a été pour la première fois transcrit « Apalchen » [a.pal.tʃɛn] ou « Apalachen » [a.pa.la.tʃɛn].
Le nom a rapidement été modifié pour devenir « Apalachee ». C'est le quatrième nom le plus ancien dans le classement des noms de lieux donnés par des Européens aux États-Unis. Après l’expédition de Soto de 1540, les cartographes espagnols ont commencé à appliquer le nom de la tribu aux montagnes elles-mêmes. La première mention du terme « Apalchen » figure sur une carte de 1562 établie par Diego Gutiérrez. Quant à la première utilisation du nom en tant que chaîne de montagne, elle est apparue en 1565 sur la carte de Jacques Le Moyne de Morgues.
Le nom n'a pas été couramment utilisé pour l'ensemble de la chaîne avant la fin du XIXe siècle. Un nom souvent concurrent et plus populaire était le « Allegheny Mountain », ou « Alleghania ». Au début du XIXe siècle, Washington Irving proposa même de rebaptiser les États-Unis « Appalachia » ou « Alleghania ». Aujourd'hui les monts Allegheny désignent une partie de la chaîne des Appalaches, se déroulant depuis la Virginie jusqu'au centre de la Pennsylvanie.

## Géographie

### Topographie

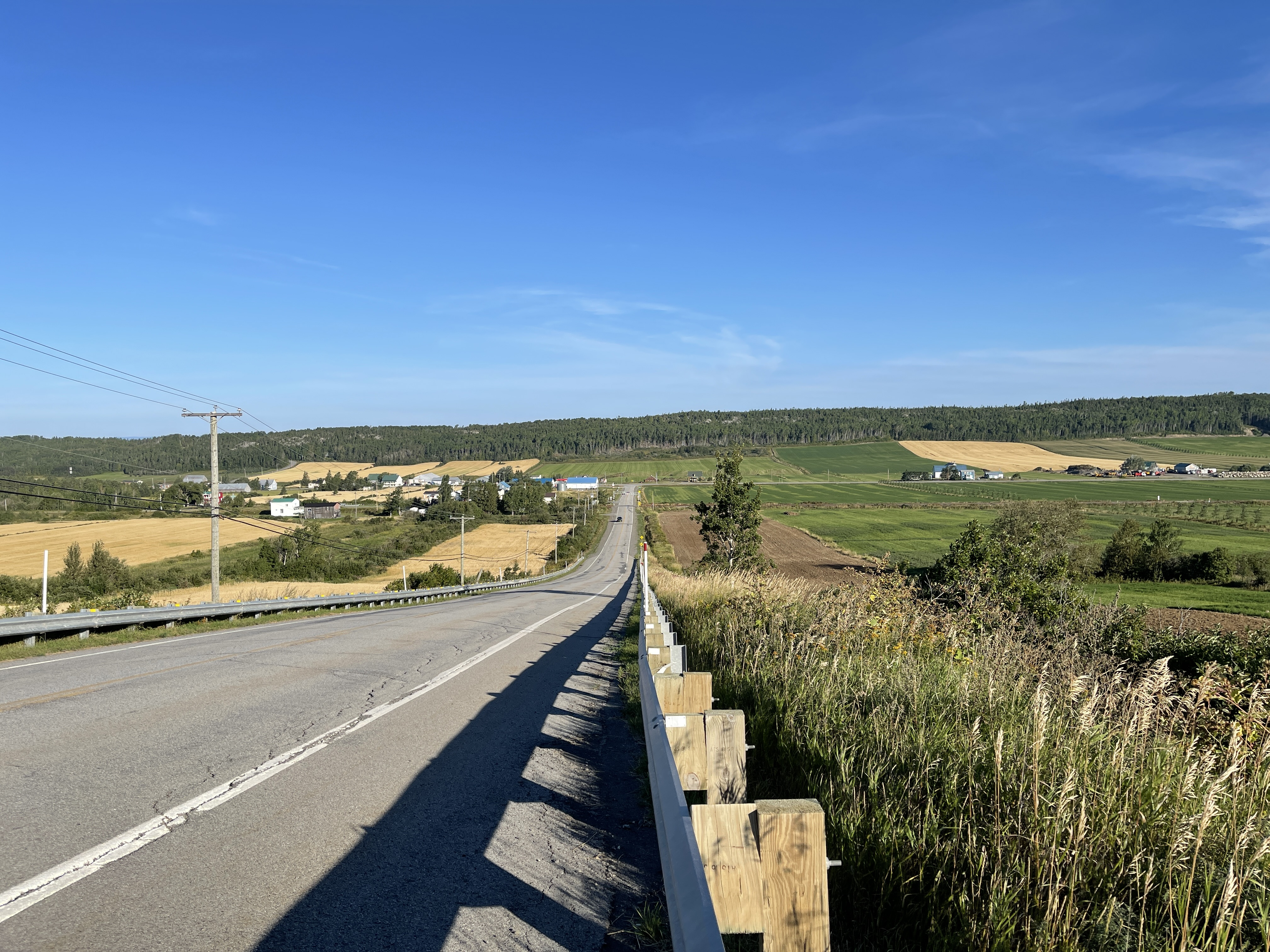
Monts Notre-Dame, collines appartenant aux Appalaches, Québec, Canada.

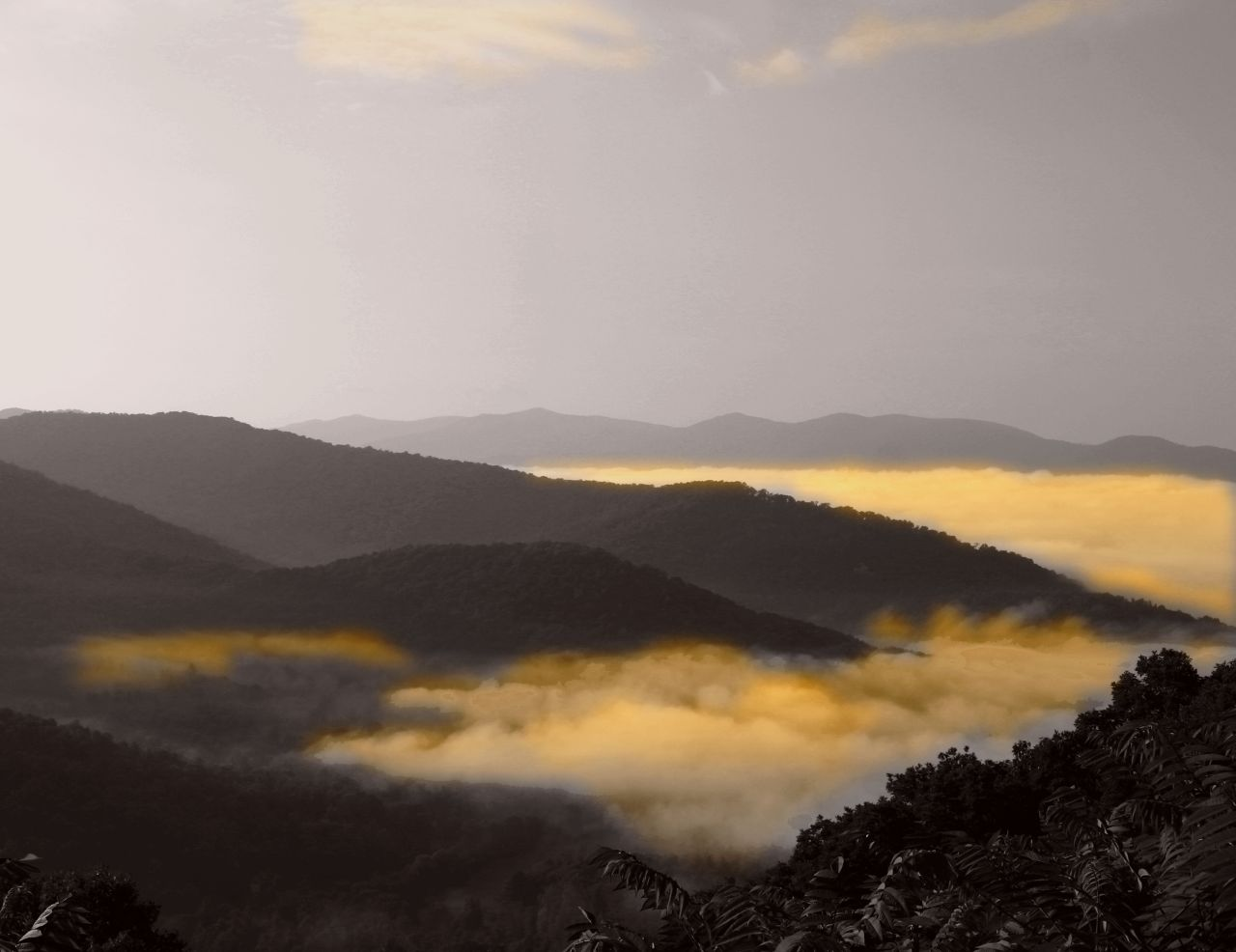
Appalaches dans l'État de Caroline du Nord (États-Unis).

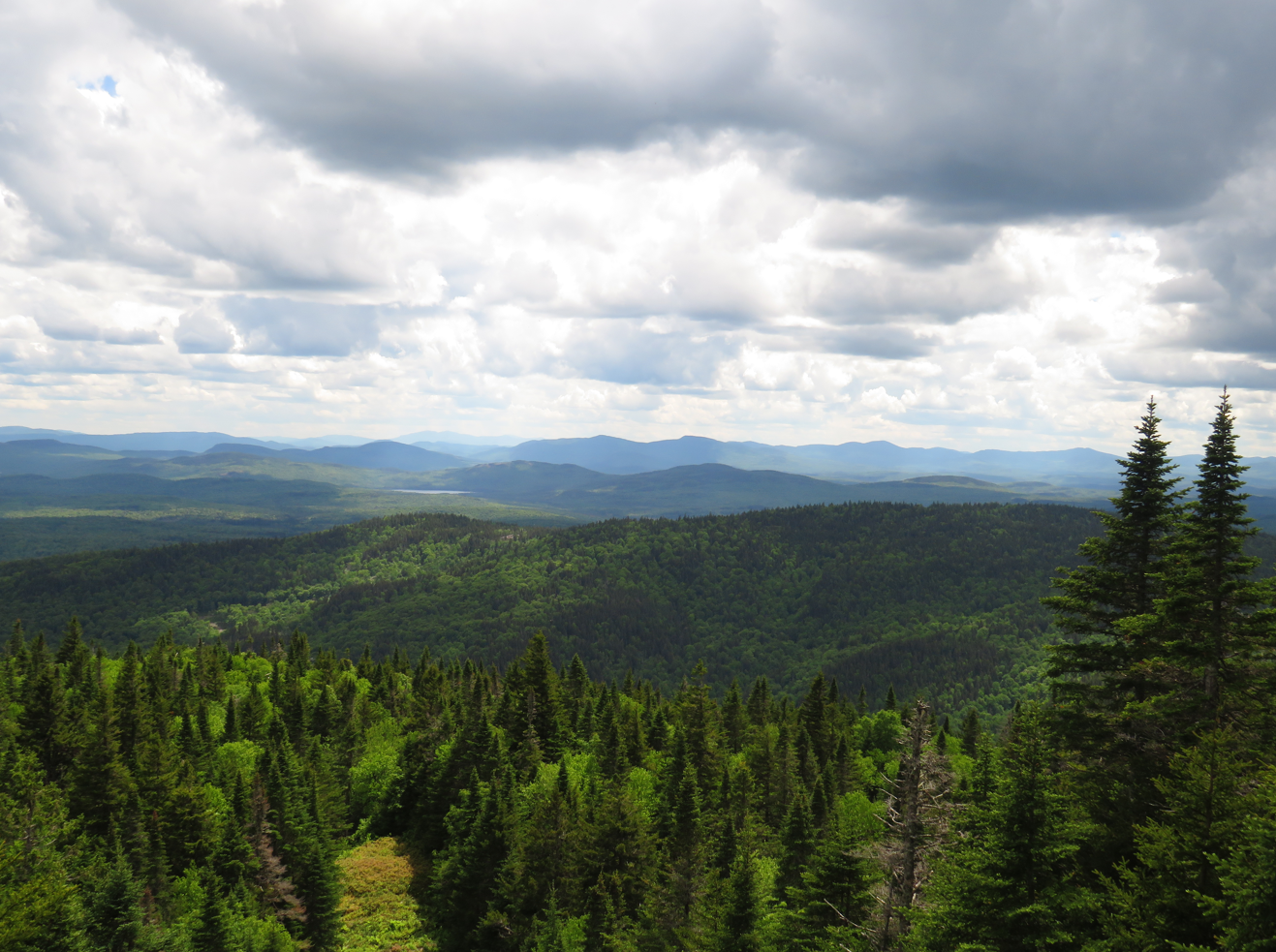
Appalaches sur la frontière entre le Québec et le Maine.

La chaîne des Appalaches occupe dans sa plus grande partie le territoire américain et déborde sur le Sud-Est du Canada. Elle s'étend depuis la latitude 51°N, dans le Nord-Ouest de Terre-Neuve (Canada) jusqu'à la latitude 32°N, au nord de la ville de Montgomery en Alabama (États-Unis). Le point culminant de la partie canadienne du massif est le mont Jacques-Cartier (1 270 mètres d'altitude). Entre le Nord de l'île de Terre-Neuve et le centre de l'Alabama, les Appalaches forment une zone de moyenne montagne large de 160 km à 480 km et longue de 3 300 km. Il existe en réalité deux séries de chaînes montagneuses : la plus haute culmine à 2 037 mètres d'altitude au mont Mitchell en Caroline du Nord, qui est le plus haut sommet des États-Unis à l'est du Mississippi.
Le nom « Appalaches » (Appalachia en anglais) désigne plusieurs régions associées à la chaîne de montagnes. La plupart du temps, il est utilisé pour désigner l'ensemble de la chaîne avec ses collines environnantes et son plateau disséqué. On l'emploie parfois dans une acception plus restreinte pour désigner les régions du sud et du centre de la chaîne, dans les États du Kentucky, du Tennessee, de Virginie, du Maryland, de Virginie-Occidentale et de Caroline du Nord.
Du nord au sud, les Appalaches sont composées des chaînes suivantes :
Terre-Neuve-et-Labrador
- Monts Long Range (814 m) ;
- Annieopsquotch Mountains (687 m).

Québec
- Monts Notre-Dame :
  - Monts Chic-Chocs,
    - Monts McGerrigle ;

  - Monts centraux,
  - Massif du Sud ;
- Chaînons de l'Estrie, de la Beauce et de Bellechasse ;
- Montagnes Vertes :
  - Monts Sutton.

États-Unis
- Monts de la Nouvelle-Angleterre ;
- Monts Longfellow ;
- Montagnes Blanches ;
- Montagnes Vertes :
  - Monts Berkshire ;
- Montagnes Taconic :

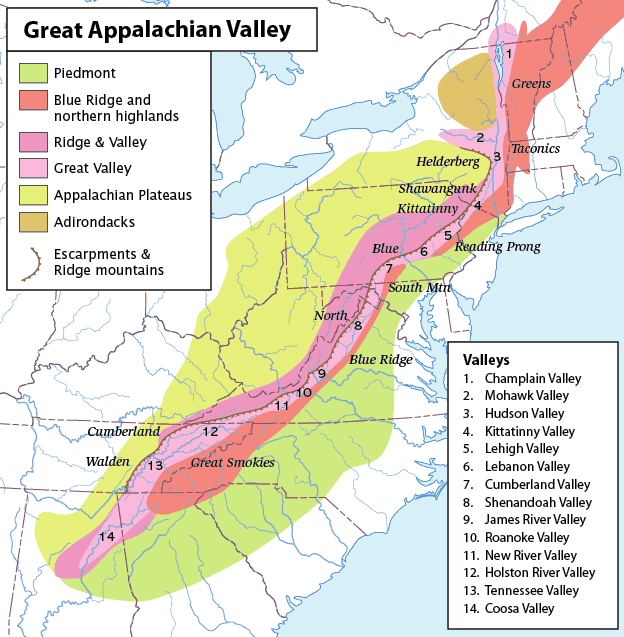
Géomorphologie des Appalaches américaines.

  - Montagnes Taconic septentrionales,
  - Montagnes Taconic méridionales,
  - Hautes terres de l'Atlantique centre ;
- Plateau des Allegheny
  - Montagnes Catskill,
  - Monts Allegheny,
  - Plateau de Cumberland,
  - Montagnes Cumberland,
  - Appalachian Ridges,
  - Montagnes Blue Ridge,
  - Piedmont-littoral sud-est.

### Hydrographie
Les ruisseaux et rivières des Appalaches présentent une orientation très particulière : malgré la présence de la Grande vallée des Appalaches, la plupart des cours d'eau s'écoulent en effet le long des versants est ou ouest. La ligne de partage des eaux des Appalaches suit donc un cours tortueux : elle recoupe l'axe de la chaîne tout au nord de la New River en Virginie ; mais au sud de la New River, les ruisseaux s'écoulent vers la Blue Ridge, traversent la chaîne des Unakas supérieurs, collectent le ruissellement de la Grande Vallée, et après avoir traversé le plateau de Cumberland en y découpant des gorges, se déversent par le Cumberland et la Tennessee dans l’Ohio et le Mississippi, pour enfin finir dans le golfe du Mexique. Dans la partie centrale du massif, au nord du lit de la New River, les cours d'eau prenant naissance au milieu des Valley Ridges rejoignent par d'impressionnants défilés la Grande vallée des Appalaches, puis traversent le pli de la Blue Ridge pour confluer vers les estuaires atlantiques du Roanoke, de la James River, du Potomac ou de la Susquehanna.
Dans la moitié nord les hauteurs se situent du côté continental de la chaîne de montagnes, la ligne de partage des eaux se trouvant ainsi orientée nord-sud, comme le révèle nettement le cours de l’Hudson. La vallée de l’Hudson s'est cependant formée par le mouvement des grands glaciers lors des dernières glaciations. Les moraines situées dans le Sud de l'État de New York et issues de ces mêmes glaciers ont formé l'Ouest de Long Island.

### Géologie

Géologie des Appalaches aux États-Unis.

La chaîne des Appalaches s'est formée en trois étapes principales :
- la première phase, appelée « orogenèse taconienne » intervient au cours de l'Ordovicien, entre -450 Ma et -440 Ma. Une chaîne se forme alors par la collision d'un arc insulaire avec le paléocontinent Laurentia (ancêtre de la plaque nord-américaine et assise du bouclier canadien). Une partie de l'océan Iapétus est comblé ;
- l'orogenèse acadienne marque une deuxième phase dans la formation des Appalaches vers -400 Ma / -360 Ma : le paléocontinent Baltica (qui correspond à l'actuelle Europe occidentale) entre en collision avec la Laurentia. Au nord des Appalaches actuelles se forme une chaîne avec des intrusions granitiques (par exemple en Gaspésie). Puis cette région subit une forte érosion. Au sud, l’arc insulaire et terrane d’Avalonia (Terre-Neuve, Nouvelle-Écosse et Nouvelle-Angleterre) entre en collision avec la Laurentia, comblant la partie ouest de l’océan Iapétus. Ce processus entraîne l'élévation de sédiments d’origine océanique ainsi que du volcanisme ;
- l’orogenèse alléghanienne constitue la troisième phase de formation des Appalaches. Le Gondwana, plus précisément le nord-ouest de l'Afrique actuelle, heurte la Laurasia, dans le processus de formation de la Pangée au Permien-Pennsylvanien. Cet événement provoque l'élévation du cœur métamorphique des Appalaches, la formation de failles, et du métamorphisme. L'érosion continue de produire d’importantes quantités de sédiments, qui se déposent dans la mer peu profonde située à l'ouest des Appalaches.

### Faune et flore

#### Végétation
La végétation dépend de l'altitude, de la latitude et de l'exposition : la toundra alpine recouvre les sommets de l'est de la Gaspésie. On trouve des forêts de bouleaux et d'érables dans le reste du Québec.

#### Faune
Entre autres espèces sauvages, la chaîne des Appalaches est habitée par le Cerf de Virginie, le lynx roux, le lynx du Canada, le raton laveur, la martre d'Amérique, le puma, le loup, l'ours noir, le chat sauvage, le lièvre et la Gélinotte huppée.

## Histoire
Après la guerre de Sept Ans (1756-1763), la Grande-Bretagne acquiert les colonies françaises d'Amérique du Nord. La Proclamation royale de 1763 a pour objectif d'établir et d'organiser l’empire colonial britannique dans cette région du monde. Il est également question pour la Couronne de pacifier les relations avec les Amérindiens. Elle est destinée à apaiser les craintes indiennes d’une arrivée massive de paysans blancs sur leurs terres. La Proclamation interdisait aux habitants des Treize Colonies de s’installer et d’acheter des terres à l’ouest de la ligne de partage des eaux courant le long des Appalaches. La Couronne se réservait par ailleurs le monopole dans l’acquisition des terres indiennes et le roi garantissait la protection des peuples indiens,. Londres avait prévu la construction de forts britanniques le long de la limite de colonisation ; ce dispositif devait permettre le respect de la Proclamation mais aussi de favoriser le commerce des fourrures avec les Indiens. La Proclamation royale de 1763 souleva le mécontentement des colons américains qui s’étaient déjà implantés dans les territoires indiens. Ils devaient rendre la terre et revenir dans les Treize Colonies. Certains étaient persuadés que le roi souhaitait cantonner les colons américains sur la bande littorale afin de mieux les contrôler. Les colons refusaient de financer la construction et l’entretien des avant-postes royaux sur la ligne définie par la Proclamation. En fermant la colonisation américaine vers l'ouest, la Grande-Bretagne soulève le mécontentement des fermiers et des propriétaires fonciers, dans un contexte de croissance démographique des Treize Colonies.

## Activités humaines et économiques

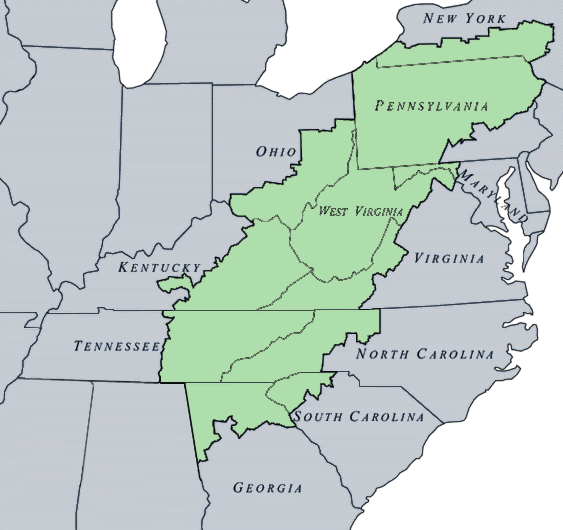
Carte de la région sous juridiction de la en, organisme distribuant des subventions dans les régions économiquement faibles des Appalaches aux États-Unis.

Les ressources naturelles de la région des Appalaches sont mises en valeur dès les premiers temps de la colonisation : les terroirs les plus favorables sont alors cultivés et les forêts du massif exploitées. L'extraction des minerais (cuivre, amiante dans la partie canadienne, houille) et le tourisme (Gaspésie, parcs nationaux et régionaux américains) constituent les autres activités économiques.
L'exploitation du charbon, qui fournit la moitié de l'électricité américaine, y a fortement périclité, et l'industrie métallurgique est en grande difficulté.